# Wijlegem
Wijlegem is een voormalige gemeente en een gehucht in de gemeente Zwalm, in de Belgische provincie Oost-Vlaanderen. Wijlegem ligt in het oosten van het grondgebied van de deelgemeente Sint-Denijs-Boekel, grenzend aan Sint-Blasius-Boekel, Roborst en Rozebeke. Het is een landelijk gehucht, met slechts enkele tientallen inwoners.

## Geschiedenis
De villa Wijlegem werd in 1040 geschonken door Reinelmus en Ida aan de Sint-Pietersabdij van Gent, die de streek ontgon. De naam is afkomstig van het Germaanse "Wialingaheim", wat zoveel betekent als woonplaats van de lieden van Wëlo. In 1108 werd al melding gemaakt van een kapel, gewijd aan Sint-Bartholomeus. Later wijdde men de kapel aan Onze-Lieve-Vrouw en ten slotte aan Sint-Margaretha. In 1385 was er al sprake van het "Hof te Wijlegem", dat door de Sint-Pietersabdij werd verpacht.

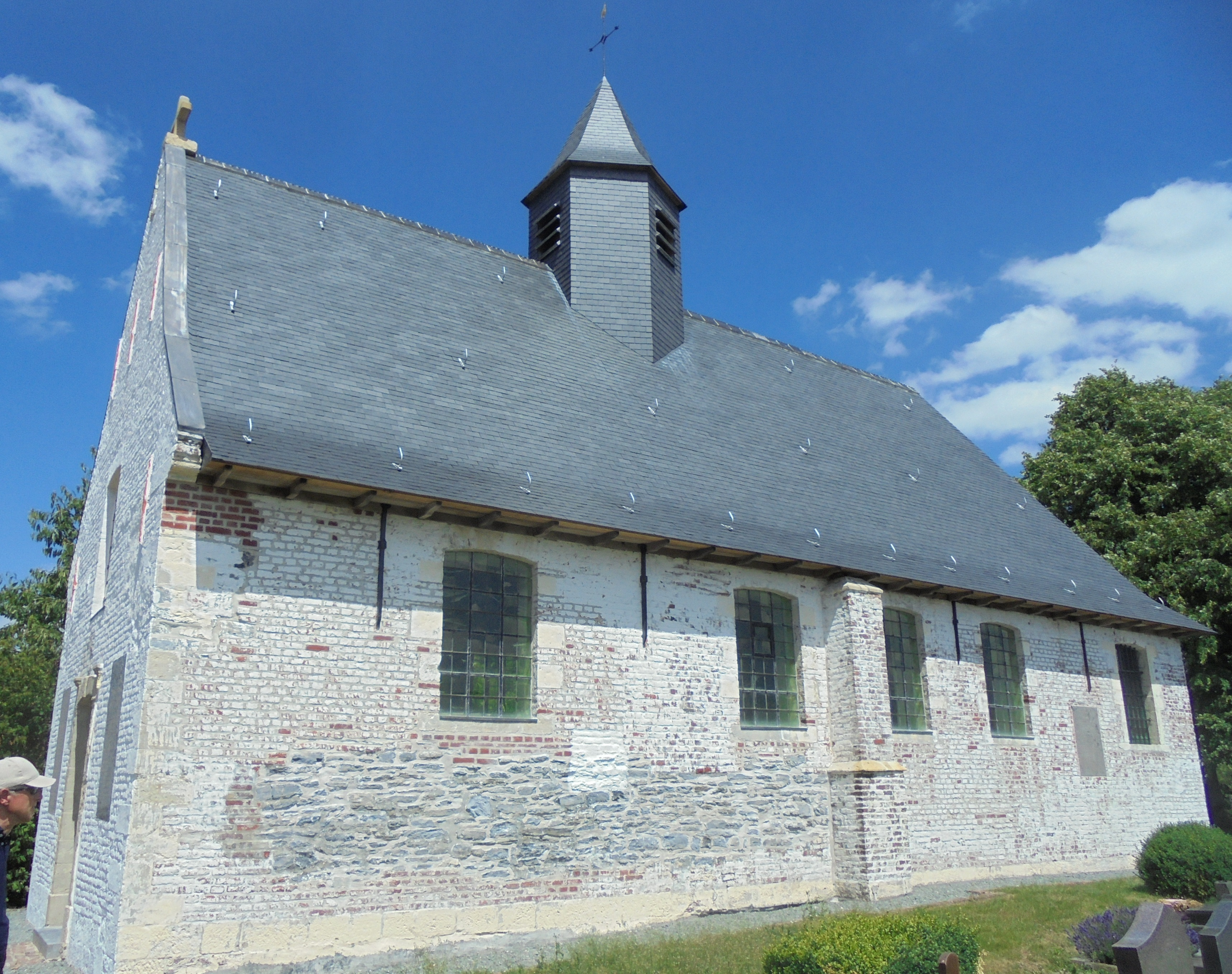
Sint-Margarethakapel

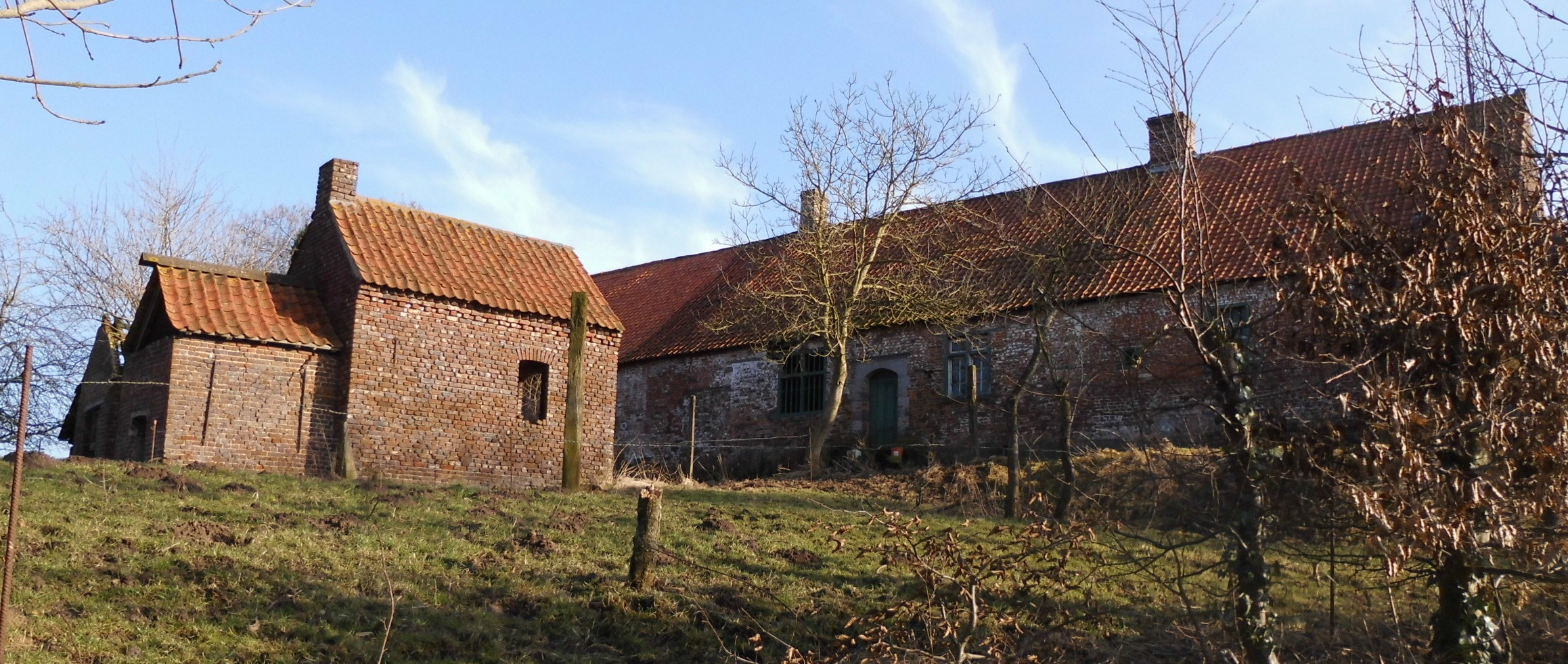
Abdijhoeve Hof te Wijlegem

Het gehucht was korte tijd een zelfstandige gemeente tussen 1795 en 1808. Op dat moment werd Wijlegem bij Sint-Denijs-Boekel gevoegd. Het had toen een oppervlakte van 0,89 km² en telde 62 inwoners.

Wijlegem was tot 1829 ook een zelfstandige parochie, waarvan de kapel eerst door de pastoor van Roborst werd bediend en vanaf 1790 door die van Sint-Blasius-Boekel. Tegenwoordig valt het gehucht kerkelijk onder de parochie van Sint-Blasius-Boekel.

## Bezienswaardigheden
- De Sint-Margarethakapel
- De schandpaal
- Het Hof te Wijlegem
- Het Wijlegemhof
- De Vinkemolen

Wijlegem stroomt de Wijlegembeek in noordelijke richting.

## Natuur en landschap
De hoogte van Wijlegem bedraagt ongeveer 60 meter. Ten oosten van 

## Nabijgelegen kernen
Sint-Denijs-Boekel, Roborst, Sint-Blasius-Boekel
Deelgemeenten: Beerlegem · Dikkele · Hundelgem · Meilegem · Munkzwalm · Nederzwalm-Hermelgem · Paulatem · Roborst · Rozebeke · Sint-Blasius-Boekel · Sint-Denijs-Boekel · Sint-Maria-Latem

Overige dorpen en gehuchten: Hermelgem · Nederzwalm · Wijlegem

Belgische gemeenten · Arrondissement Oudenaarde · Oost-Vlaanderen · Vlaanderen